# Elvis Lindkvist
Elvis Rikard Lindkvist, född 11 april 2002 i Göteborg, är en svensk fotbollsspelare (mittfältare).

## Karriär
Lindkvist värvades till IFK Norrköping inför säsongen 2023 efter att ha tillbringat de senaste säsongerna i de italienska klubbarna Inter och Torinos ungdomslag. Han spelade under säsongen främst för samarbetsklubben IF Sylvia i Ettan Norra. Efter säsongen 2023 lämnade Lindkvist IFK Norrköping i samband med att hans kontrakt gick ut.